# European Disability Forum
European Disability Forum (EDF) är en europeisk ideell paraplyorganisation för organisationer som samlar totalt över 100 miljoner människor med funktionsnedsättning och deras anhöriga. Organisationen bildades 1996 och är baserad i Bryssel, Belgien. EDF är medlem i den internationella paraplyorganisationen International Disability Alliance (IDA). Ordförande för EDF sedan 1999 är greken Yannis Vardakastanis.
EDF samlar en lång rad olika organisationer med olika medlemsstatus. Som "fullvärdiga medlemmar" räknas 29 nationella organisationer, där till exempel Sverige representeras av Funktionsrätt Sverige.